# Bavnehøj (Vridsløsemagle)
55°41′4.82″N 12°17′16.05″Ø / 55.6846722°N 12.2877917°Ø
 For alternative betydninger, se Bavnehøj (flertydig). (Se også artikler, som begynder med Bavnehøj)
Bavnehøj vest for Vridsløsemagle er en gravhøj fra vikingetiden (ca. 800-1000).

## Eksternt link
- Baunehøj på Fund og Fortidsminder

|  | Denne artikel om lokaliteten Bavnehøj (Vridsløsemagle) kan blive bedre, hvis der indsættes et (bedre) billede. Du kan hjælpe ved at afsøge Wikimedia Commons for et passende billede eller lægge et op på Wikimedia Commons med en af de tilladte licenser og indsætte det i artiklen. |